# 赵用贤宅
赵用贤宅位于中国江苏省苏州常熟市南赵弄，今为虞山派古琴艺术馆。

## 历史
赵用贤（1535年～1596年），官至吏部左侍郎，与子赵琦美均为藏书家。赵用贤宅原有三路，现存中路门屋、前厅、后堂及前庭东侧的藏书厅“脉望馆”。宅内木雕及苏式彩画俱精美。
脉望馆与钱谦益绛云楼和毛晋汲古阁齐名，是明代江南地区的著名藏书楼。“脉望”得名自《酉阳杂俎》所载的：“據《仙經》曰：蠹魚三食神仙字，則化為此物，名曰脈望”。赵琦美死后，据说脉望馆藏书都进了钱谦益的绛云楼。赵琦美曾将楼中所藏书目编为《脉望馆书目》。